# أوروش بوندالو
أوروش بوندالو (بالسلوفينية: Uroš Bundalo) مواليد 29 أبريل 1989 في ليوبليانا، هو لاعب كرة يد سلوفيني يلعب كمحور. يلعب حاليا مع نادي إرلنغن لكرة اليد ويحمل الرقم 6. مثل منتخب سلوفينيا لكرة اليد.

## المسيرة الاحترافية
لعب مع نادي تسليه لكرة اليد في الدوري السلوفيني في سنة 2014، ثم لعب مع نادي نانت لكرة اليد في الدوري الفرنسي في سنة 2016، ثم لعب مع نادي إرلنغن لكرة اليد في الدوري الألماني في سنة 2016.

## سجل المنافسة
شارك في البطولات التالية:
- بطولة العالم لكرة اليد للرجال 2015

## روابط خارجية
- أوروش بوندالو على موقع الاتحاد الأوروبي لكرة اليد (الإنجليزية)